# Rudimental
Rudimental – brytyjska grupa wykonująca muzykę w stylu drum and bass, składająca się z 4 DJ-ów i producentów muzycznych: Piersa Aggeta, Kesiego Drydena, Amira Amora i DJ-a Locksmitha.
Brytyjski kwartet zadebiutował w 2011 roku singlem „Deep in Valley”. W 2012 roku Rudimental zyskało międzynarodowy rozgłos i ogromną popularność singlem „Feel the Love” i „Not Givin' In”, natomiast w maju 2013 roku na półki trafił ich debiutancki album pt. Home. Ich twórczość poza drum'n'bassem zawiera także brzmienia charakterystyczne dla deep house oraz liquid funk.

## Dyskografia

### Albumy
- 2013: Home
- 2015: We the Generation
- 2019: Toast to Our Differences[1]

### Single
- 2011: „Deep in the Valley” (gośc. MC Shantie)
- 2011: „Speeding” (gośc. Adiyam)
- 2012: „Spoons” (gośc. Mnek & Syron)
- 2012: „Feel the Love” (gośc. John Newman)
- 2012: „Not Givin' In” (gośc. John Newman & Alex Clare)
- 2013: „Baby” (gośc. MNEK & Sinead Harnett)
- 2013: „Right Here” (gośc. Foxes)
- 2013: „Waiting All Night” (gośc. Ella Eyre)
- 2013: „Free” (gośc. Emeli Sandé)
- 2014: „Powerless” (gośc. Becky Hill)
- 2015: „Bloodstream” (oraz Ed Sheeran)
- 2015: „Never Let You Go” (gośc. Foy Vance)
- 2015: „I Will for Love” (gośc. Will Heard)
- 2015: „Rumour Mill” (gośc. Will Heard, Anne-Marie) – złota płyta w Polsce[2]
- 2015: „Lay It All on Me” (gośc. Ed Sheeran) – złota płyta w Polsce[3]
- 2016: „Common Emotion” (gośc. MNEK)
- 2016: „Healing” (gośc. Joseph Angel)
- 2017: „Sun Comes Up” (gośc. James Arthur) – złota płyta w Polsce[4]
- 2018: „These Days” (gośc. Macklemore, Dan Caplan, Jess Glynne) – 3x platynowa płyta w Polsce[5]
- 2020: „Regardless” (oraz Raye) – złota płyta w Polsce[3]

### Remiksy
- 2012: Ed Sheeran „Drunk” (Rudimental Remix)
- 2012: Labrinth „Express Yourself” (Rudimental Remix)
- 2012: Wretch 32 „Hush Little Baby” (Rudimental Remix)
- 2016: Rag'n'Bone Man „Human” (Rudimental Remix)